# Клодава (гміна, Гожовський повіт)
Гміна Клодава (пол. Gmina Kłodawa) — сільська гміна у північно-західній Польщі. Належить до Гожовського повіту Любуського воєводства.
Станом на 31 грудня 2011 у гміні проживало 7651 особа.

## Площа
Згідно з даними за 2007 рік площа гміни становила 234.83 км², у тому числі:
- орні землі: 23.00%
- ліси: 65.00%

Таким чином, площа гміни становить 19.43% площі повіту.

## Населення
Станом на 31 грудня 2011:
| Опис     | Загалом | Загалом | Чоловіки | Чоловіки | Жінки | Жінки |
| -------- | ------- | ------- | -------- | -------- | ----- | ----- |
| одиниця  | осіб    | %       | осіб     | %        | осіб  | %     |
| все      | 7651    | 100     | 3808     | 49.77    | 3843  | 50.23 |
| міське   | 0       | 100     | 0        |          | 0     |       |
| сільське | 7651    | 100     | 3808     | 49.77    | 3843  | 50.23 |

## Сусідні гміни
Гміна Клодава межує з такими гмінами: Барлінек, Любішин, Новоґрудек-Поморський, Санток, Стшельце-Краєнське.